# 논타부리주
논타부리주(태국어: นนทบุรี, Nonthaburi Province)는 태국 중부의 주이다. 이웃하는 주로는 아유타야 주, 빠툼타니 주, 방콕, 나콘빠톰 주가 있다.

## 지리
논타부리 주는 짜오프라야강을 중심으로 하는 평지에 있으며, 방콕 도시권의 일부이다. 대부분의 지구는 방콕의 시가지의 일부이기 때문에, 방콕과의 경계가 구별하기 어렵다. 도심에서 거리는 약 20km로, 위치적으로는 돈므앙 국제공항의 서쪽에 해당한다.

## 역사
예전에는 딸랏콴이라는 이름의 농촌이던 논타부리는 16세기 중반에 도시가 되었다. 쁘라삿통 왕의 치세 때 짜오프라야강의 흐름을 직선화하기 위해 수로가 굴착되었다. 강은 새로운 수로로 흐르게 되어 오늘날까지 이어지고 있다. 1665년에 나라이 왕은 짧아진 유로가 적들에게 수도 아유타야로 가는 길을 쉽게 내줄 수 있기 때문에 이곳에 요새를 건설하였다. 도시는 또한 요새 근처로 옮겨졌다.
1943년부터 1946년까지 방콕에 편입되었다.

## 산업
주는 태국 최고의 두리안 재배지로 유명하다. 최고의 농장은 강 근처에 있다.

## 행정 구역
6개의 암프와 52개의 땀본, 309개의 무반 (행정 구역)이 있다.
| 1. 므앙논타부리군 2. 방끄루아이군 3. 방야이군 | 1. 방부아통군 2. 사이노이군 3. 빡끄렛군 |